# バブザ族
バブザ族（Babuza、中国語:猫霧拺族、巴布薩族）は、台湾原住民の一つであり、平埔族の一支族に分類される。彰化平原一帯と山肌を中心に分布している。バブサ族とも呼ばれる。

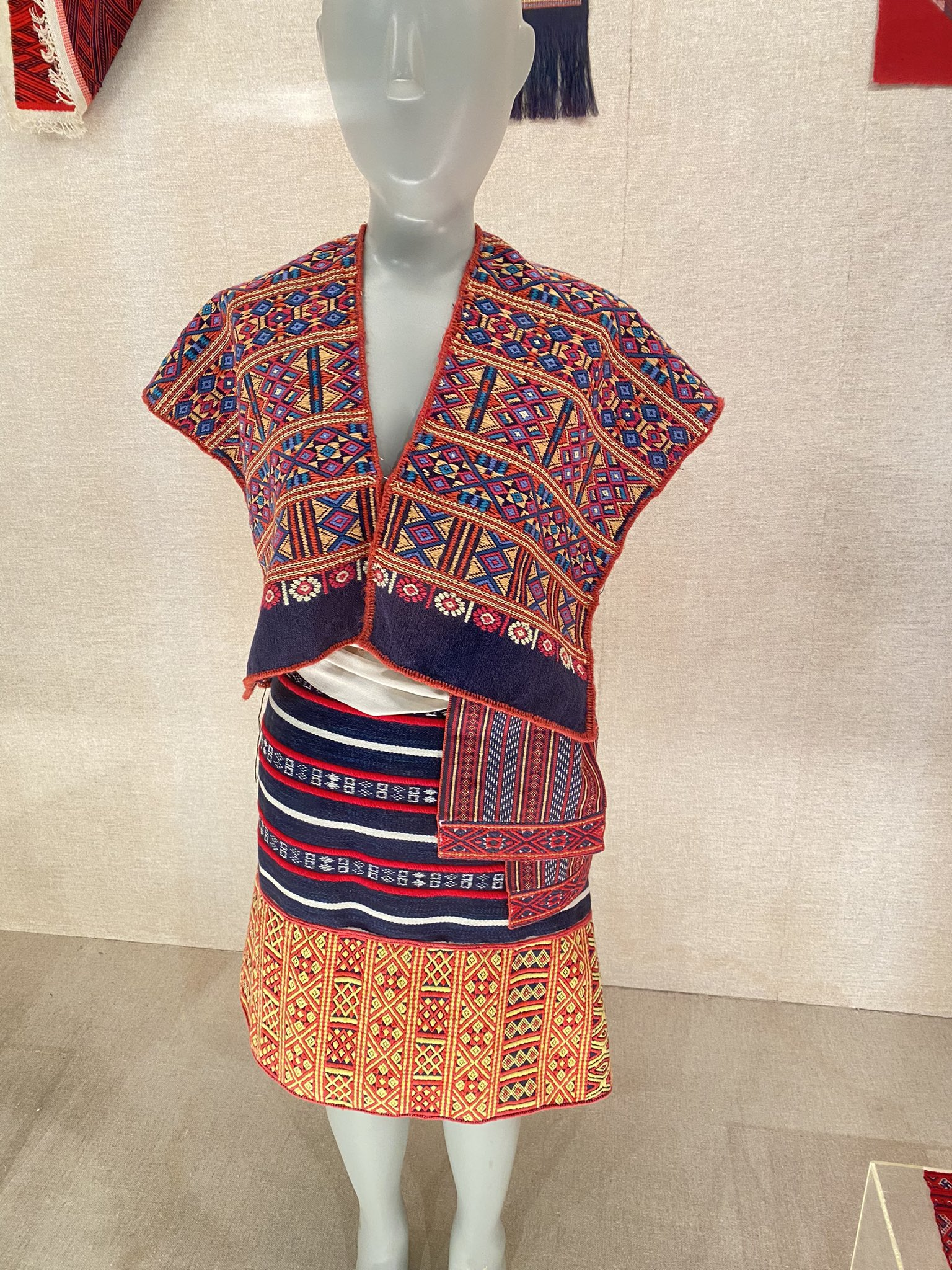
バブザ族の民族衣装